# Pringleophaga kerguelensis
Pringleophaga kerguelensis is een vlinder uit de familie echte motten (Tineidae). De wetenschappelijke naam van deze soort is voor het eerst geldig gepubliceerd in 1905 door Enderlein.
De soort komt voor in tropisch Afrika.